# Lindon Bates
Lindon Wallace Bates, Jr. (* 17. Juli 1883 in Portland, Oregon, USA; † 7. Mai 1915 im Atlantischen Ozean vor Irland) war ein US-amerikanischer Kommunalpolitiker, Ingenieur und Autor, der vor allen Dingen für seine Verdienste für die Stadt New York und seine Fachliteratur zu ökonomischer und politischer Materie bekannt wurde.

## Leben
Lindon Bates stammte aus einer prominenten Familie aus Oregon. Er war der Sohn von Lindon Wallace Bates, Sr. (1858–1924) und dessen in Kanada geborener Frau Josephine White (1862–1934). Der Vater war ein aus Vermont stammender, an der Yale University ausgebildeter Ziviltechniker, Autor und Bauunternehmer, der unter anderem an der Konstruktion des Panamakanals beteiligt und im Ersten Weltkrieg Vorsitzender des Engineering Committee der Submarine Defense Association war. Seine Mutter war Schriftstellerin, Mitglied des Preparedness Movements und durch finanzielle und persönliche Förderung durch die spätere First Lady Lou Hoover ab 1908 Mitglied im Lyceum Club. Sein Bruder, Lindell Theodore Bates (1890–1937), war Anwalt und veröffentlichte dutzende Artikel über Rechtsfragen in einer Vielzahl von Publikationen.
Bates war ein Enkelsohn des Schiffbauers William Wallace Bates (1826–1911), der von 1889 bis 1892 United States Commissioner of Navigation war, und dessen Frau Marie Cole. Bates besuchte die Harrow School in Harrow, London und anschließend die Universität von Yale in New Haven, Connecticut, wo er Geschichte, Ingenieurwesen und politische Ökonomie studierte. Er machte 1902 seinen Abschluss als Bachelor of Philosophy. Als Ingenieur widmete sich Bates vorwiegend wasserbaulichen Projekten in New York. Zu seinen bekanntesten Projekten zählte der Bau des New York State Barge Canal, heute bekannt als New York State Canal System. Dieses Kanalwerk war ein Grundstein für die Frischwasserversorgung und Abwasserentsorgung der Stadt New York.
Zusammen mit dem Ingenieur P. C. Goedhart entwarf Bates in Galveston, Texas ein großflächiges Pumpensystem, noch heute bekannt als „The Grade Raising“. Nach dem großen Sturm von Galveston im Jahr 1900, der zahlreiche Todesopfer gefordert hatte, wurden Schutzmaßnahmen entwickelt, um künftig derartige Katastrophen zu vermeiden. Die wichtigsten waren der Galveston Seawall, ein 16 Kilometer langer Schutzwall, und das Grade Raising, das für die Verteilung und den schnellen Abfluss von hereinbrechendem Meerwasser sorgen sollte.
Bates tat sich auch als Autor einschlägiger Fachliteratur hervor. Zu seinen bekanntesten Büchern zählen The Political Horoscope (1904), The Loss Of Water In The New York Distribution System (1909), The Russian Road To China (1910) und The Path Of The Conquistadores (1912). 1904 ging Lindon Bates in die Politik und wurde 1908 als Republikaner in die New York State Assembly gewählt, das Parlament des Bundesstaates New York. Seine Aufgabengebiete waren u. a. Reformen im öffentlichen Dienst und Eigentumsrechte. Später wechselte er zur Progressiven Partei. In den Jahren 1912 und 1914 kandidierte er erfolglos für den Kongress.
Er war Vizepräsident der Bates Engineering Company in New York und ferner als Unternehmensberater für diverse Konzerne wie die Western Engineering Corporation, die Denver Mining Investment Company, die Laguintos Oil Company, die Maikop Areas oder die Trinidad Cedros Oil Company tätig. Zudem war er Mitglied der Western Society of Engineers, der Société Royale Belge des Ingenieurs et Industriels, der American Society of Civil Engineers sowie Treuhänder der Fifth Avenue Presbyterian Church in New York. Als der Erste Weltkrieg ausbrach, engagierte sich Bates für humanitäre Hilfe in Europa. Er unterstützte die Hilfsorganisation American Commission For Relief In Belgium und wurde Mitglied des Executive Committee der Londoner Niederlassung dieser Organisation. Bates Vater war der Vizepräsident dieser Organisation, sein Bruder war stellvertretender Vorsitzender.
Bates reiste im Mai 1915 auf dem britischen Ozeandampfer Lusitania nach Europa, um in Belgien beim Aufbau der American Commission For Relief In Belgium zu helfen. Er belegte die Erste-Klasse-Kabine E-69. Ebenfalls an Bord war ein enger Freund von Bates, Major F. Warren Pearl aus New York mit Familie. Als das Schiff am 7. Mai 1915 vor der Küste der irischen Grafschaft Cork torpediert wurde und sank, half Bates Major Pearl und dessen Frau bei der Suche nach deren vier Kindern. Bates kam bei dem Untergang ums Leben, seine Leiche wurde nie gefunden. Sein Name befand sich auf der am 10. Mai veröffentlichten Liste der vermissten US-amerikanischen Passagiere. Sein Bruder Lindell reiste ins irische Queenstown, um nach seinem Bruder zu suchen. Am 10. Juni 1915 fand in New York eine Trauerfeier statt.